# Études postcoloniales
Ne doit pas être confondu avec Études décoloniales.

Diversité de l'espèce humaine.

Les études postcoloniales (de l'anglais postcolonial studies) sont un champ de recherche apparu dans les années 1980 aux États-Unis, plus tard en Europe, en réaction à l'héritage culturel laissé par la colonisation. Elles s'inscrivent dans la démarche critique du discours postmoderne. L'adjectif « postcolonial », qui renvoie aux théories et écrits du postcolonialisme, ne doit pas être confondu avec le terme « post-colonial », qui désigne la période ultérieure à la colonisation.
L'Orientalisme d'Edward Saïd (1978) est généralement considéré comme le texte fondateur du postcolonialisme. Selon certains spécialistes, les fondements du postcolonialisme seraient à trouver plutôt dans les œuvres de Frantz Fanon (Peau noire, masques blancs, 1952 et Les Damnés de la Terre, 1961), le livre Portrait du colonisé, d'Albert Memmi (1957).
En tant que théorie littéraire, il fournit des outils critiques permettant d'analyser les écrits produits par les auteurs issus d'anciennes colonies, et de façon plus globale porte un regard critique sur le colonialisme. Ces colonies incluent principalement les pays faisant partie des anciens empires français, britanniques, espagnols et portugais, à savoir les pays d'Afrique, l'Inde, les pays de l'ancienne Indochine française, d'Asie de l'Ouest les Caraïbes et les pays de l'Amérique latine. Les œuvres produites au Canada, en Nouvelle-Zélande et en Australie peuvent également être analysées dans le cadre des études postcoloniales, surtout en ce qui a trait à la littérature de leurs populations autochtones. La large étendue des nations, des peuples, des formes d'écriture, des langues, des thèmes et des enjeux soulevés qui forment la littérature des anciennes colonies donnent à cette dernière une richesse inestimable.

## Historique
Les théories postcoloniales sont un courant de pensée anglophone né dans les années 1980-1990 qui réfléchit sur les héritages coloniaux britanniques en Inde, en Australie, en Afrique et au Moyen-Orient des XIXe et XXe siècles. Ces auteurs s’inspirent essentiellement de la relecture du marxisme hétérodoxe impulsée par Antonio Gramsci et des tentatives de dépassement du marxisme, du post-structuralisme et de la critique de la métaphysique occidentale.
L'ouvrage d’Edward Saïd, L’orientalisme. L’Orient créé par l’Occident, publié à New York en 1978, est généralement présenté comme le point de départ des études postcoloniales. Un des apports majeurs de l'ouvrage est de mettre en évidence dans l'analyse du colonialisme des représentations qui classent, hiérarchisent et essentialisent les non-Occidentaux. À la différence de l'anticolonialisme pluriséculaire qui dénonçait principalement les conquêtes militaires de territoires lointains, l'exploitation des colonisés par les colonisateurs, ou le racisme, L'orientalisme de Saïd critique une épistémologie, un discours colonial.
L'auteur étudie l'évolution de la production savante occidentale sur l'Orient, principalement en France et en Grande-Bretagne à partir de la fin du XVIIe siècle. Empruntant à Michel Foucault la notion de discours, il affirme que l’orientalisme est un système épistémologique accumulant les connaissances pour produire des savoirs, mais aussi une représentation de soi et de l’autre conforme « à l’exercice direct et indirect de la domination occidentale ». Celle-ci n'est plus seulement pensée selon les analyses marxistes en termes de « mises en dépendance » avant tout économique et politique mais également par la production de connaissances. Insistant sur la nécessité de contrecarrer les dispositifs idéologiques que la décolonisation aurait laissés intacts, il donne un nouvel essor à l’anticolonialisme.
À une époque où s'achèvent les espoirs révolutionnaires soulevés par la période des indépendances, Edward Saïd formule un « programme intellectuellement séduisant » qui tient « la balance égale entre érudition et engagement politique » son principal objet devenant le « discours colonial ». Il donne un sens politique à cette entreprise critique qui doit permettre la construction d’un autre discours.
En France, la focalisation sur ces débats commence à prendre de l'ampleur dans les années qui suivent la tension née à l'automne 2005 de l'affaire Olivier Grenouilleau[réf. nécessaire].

## Le postcolonialisme

### Les précurseurs
Dès les années 1920, des voix s'élèvent contre la violence du système colonial. Ainsi, Nguyen Ai Quoc, plus connus sous le nom Hô Chi Minh, publie en 1924 Le procès de la colonisation française. À la fin de ce recueil, Nguyen lance un cri fédérateur sous la forme d'un "Manifeste de l’« Union intercoloniale », association des Indigènes de toutes les colonies".
Néanmoins, le véritable précurseur de ce mouvement est Frantz Fanon, psychiatre né en Martinique en 1925. Ce dernier était un virulent critique du colonialisme et de ses violences socio-économiques et psychologiques sur les colonisés. Il était aussi activement engagé dans les luttes anticolonialistes, comme dans la lutte pour la libération algérienne. D’ailleurs, ses écrits et son engagement ont largement contribué au processus de décolonisation en Afrique et ailleurs. Cet adversaire de l’impérialisme a fourni les bases de la pensée postcoloniale. Ses deux livres les plus connus, Peau noire, masques blancs (1952) et Les Damnés de la Terre (1961) ont eu une grande influence sur le développement de ce courant historiographique, en particulier chez ses fondateurs: Edward Saïd, Homi Bhabha et Gayatri Spivak. Ces trois critiques postcoloniaux se sont largement inspirés des travaux de Fanon, mais tous n’ont pas la même attitude envers ses idées.

### Les fondateurs

#### Edward Saïd
Parmi les fondateurs de ce courant, on a Edward Saïd, qui en est le père fondateur. Ce dernier est le théoricien chez lequel l’empreinte de Frantz Fanon est la plus manifeste. Son analyse du discours colonial et des représentations des colonisés reprend largement le schéma binaire de Fanon, fondé sur l’opposition colonisateur-colonisé, centre-périphérie, Occident-Orient.
On retrouve également chez Edward Saïd le refus d’un essentialisme culturaliste et d’une logique d’affrontement. En effet, il reproche aux savants orientalistes d'avoir opposé de manière simplificatrice un «Occident» et un « Orient » prétendument homogènes. Il récuse pour sa part cette approche binaire (Orient contre Occident), qui justifie des politiques agressives à l'égard des groupes étrangers. Il récuse également l'essentialisme sous-jacent à cette logique dualiste, c'est-à-dire la tendance à considérer que les cultures pourraient être définies par des traits typiques immuables, et que ces «cultures» supposées distingueraient les peuples les uns des autres.
Edward Saïd prône ainsi une « déterritorialisation » de la réflexion, pour éviter le piège de la réification des cultures — piège dans lequel les études orientalistes seraient tombées —, et pour conjurer les dangers de la « géographisation idéologique » qui attribue sommairement à des aires régionales des spécificités d'ordre moral, intellectuel, spirituel etc.
Selon Anne-Emmanuelle Berger, le postcolonialisme tel que Edward Saïd le conçoit s'efforce, dans sa déconstruction des biais du discours colonialiste, de ne pas reproduire l'excessive valorisation de soi et le dénigrement de l'Autre qui caractérisent le langage eurocentrique. Certes, il est possible de reprocher à Edward Saïd d'avoir proposé quelquefois l'image d'un Occident obsédé par la domination des peuples non-occidentaux ; cependant, par son refus des analyses totalisantes, E. Saïd a indiqué une méthode censée préserver des généralisations abusives et des «rhétoriques oppositionnelles».

#### Homi Bhabha et la critique des idées de Saïd
Le modèle d’analyse de Saïd fondé sur un modèle d’opposition colonisateur/ colonisé était prédominant dans la critique postcoloniale jusque dans les années 1990 où il commence à être critiqué, notamment par l’Indien Homi Bhabha, professeur en littérature anglaise et américaine à l’université d’Harvard.
Ce dernier reproche à Saïd d’adopter une analyse du colonialisme qui ne tient pas suffisamment compte de la complexité des relations coloniales. Dans son influent ouvrage The Location of Culture (1994), il développe sa théorie de l’hybridité (en), mettant en question une vision qui tend à réduire les discours et régimes coloniaux à de simples systèmes « monolithiques » et « hégémoniques ». Il attire l’attention sur l’« hétérogénéité » et l’« ambivalence » des systèmes de représentation coloniaux, mettant ainsi en cause le schéma binaire colonisateur-colonisé, centre-périphérie de Fanon. Bhabha va plus loin dans sa critique, soulignant que l’hybridité ou le « troisième espace » est plus à même de rendre la réalité discursive coloniale. Il définit cet espace comme un lieu où les puretés, polarités, et essentialismes sont abolis. Cette influente théorie de l'hybridité apporte une dimension nouvelle à la critique postcoloniale, mais elle présente aussi de nombreuses limites que ça soit théorique, idéologique et empirique. Ces limites seront mises en lumière par certains théoriciens du postcolonialisme tels qu’Aijaz Ahmad, Arif Dirlik, Benita Parry, et Amar Acheraiou.

#### Gavatri Spivak
Enfin, la troisième grande théoricienne du mouvement est la théoricienne de la littérature et critique littéraire Gayatri Spivak. Née à Calcutta en 1942, Spivak combine deux grandes approches du postcoloniales. D’une part, elle est proche de la philosophie poststructuraliste qu’elle combine avec une critique marxiste fondée sur une tradition de résistance collective mise en place par des mouvements de libération anticoloniaux. Son essai le plus célèbre est Les subalternes peuvent-elles parler ?. Écrit en 1988, Spivak y définit notamment ce qu’est un subalterne. Ce terme désigne tous les groupes opprimés dans la société postcoloniale indienne (genre, âge, classe, caste), les voix étouffées et les traditions mutilées.

### Les caractéristiques
La théorie postcoloniale s’intéresse au fait colonial dans sa diversité, à savoir la violence et l’exploitation coloniales, les rapports colonisateur-colonisé, les représentations coloniales de la culture, de l’identité, et de la « race », l’analyse du discours colonialiste, les interactions culturelles, en particulier l’hybridité culturelle (notamment linguistique), qui résulte de la colonisation, la décolonisation, et le néocolonialisme. Elle dévoile les mécanismes de la domination coloniale et s’attaque à l’idéologie et aux représentations dont les colonisés étaient victimes.
Développée il y a environ vingt ans aux États-Unis et largement diffusée dans le monde anglo-saxon, la théorie postcoloniale est d’inspiration poststructuraliste et postmoderniste. Elle a puisé abondamment dans les travaux de Michel Foucault, Gilles Deleuze, et Jacques Derrida, mais aussi dans la psychanalyse, plus précisément dans les théories de Jacques Lacan sur le langage et l’identité. Son champ d’investigation principal est la question culturelle et identitaire des sociétés postcoloniales.

### La théorie de l'hybridité culturelle
L’hybridité est un concept qui relève de la biologie et renvoie au croisement de deux espèces végétales ou animales. Aujourd’hui, ce concept couvre un champ sémantique plus vaste et on le rencontre dans des domaines aussi variés que l’architecture, l’informatique, la géologie, la chimie, l’industrie automobile, le droit, la littérature, la linguistique, l’anthropologie, l’ethnologie et les études culturelles et postcoloniales. Dans la théorie postcoloniale, c’est l’hybridité culturelle qui est au centre des discussions.
Elaborée par Homi Bhabha, la théorie de l’hybridité telle qu’elle est exposée dans The Location of Culture (1994), et, plus généralement dans les études postcoloniales, est d’ordre essentiellement culturel et sémiotique. Elle renvoie à l’ambivalence de l’identité culturelle coloniale, aussi bien celle du colonisé que celle du colonisateur ; elle déstabilise l’idée même d’essence et de pureté. Dans le contexte colonial, les formes culturelles sont mues par un processus d’« imitation » et de « traduction », qui met en cause le principe d’« authenticité » et de « hiérarchie » promu dans le discours colonialiste. Pour Bhabha, l’hybridité « ouvre, au sens métaphorique, un espace ou se construit un objet colonial nouveau », « un troisième espace » intermédiaire qui n'est ni celui du colonisé ni celui du colonisateur. Il considère cet espace intermédiaire comme « un lieu d’énonciation » privilégié où les constructions binaires et essentialistes sont abolies.
Cette théorie, qui a dominé les débats postcoloniaux ces vingt dernières années, a beaucoup d’adeptes ; elle compte aussi des détracteurs, comme John Hutnyk, Jan Pieterse Nederveen et Amar Acheraiou.

### Les grands courants
Cette théorie n’est pas uniforme, mais comprend divers courants idéologiques, les deux principaux courants étant la tendance culturaliste et sémiotique, d’un côté, et l’approche matérialiste, de l’autre.

#### La déconstruction du discours colonial
La tendance sémiotico-culturaliste, prédominante dans les études postcoloniales, est représentée par Homi Bhabha, Robert J. C. Young (en), Néstor García Canclini, Gayatri Spivak, et Paul Gilroy. Elle a développé au sein de la tradition anticolonialiste une approche novatrice qui met l'accent sur la déconstruction du discours colonial plutôt que sur l'analyse des inégalités économiques. Ce courant prend ses distances à l'égard du marxisme, dont il juge l'analyse de la situation des pays colonisés ou ex-colonisés trop homogénéisante. Il considère également le marxisme comme trop associé à un universalisme occidental qui a contribué à la disqualification des autres cultures. Ce courant postcolonialiste non matérialiste, centré sur les questions culturelles, a provoqué au sein même de la théorie postcolonialiste dès les années 1990 une réaction critique de la part de chercheurs demeurés fidèles à la théorie marxiste.

#### L'approche matérialiste
L’approche matérialiste, plus axée sur des questions géopolitiques et sur les conditions matérielles des anciennes colonies, est véhiculée par des théoriciens tels que Aijaz Ahmad (en), Benita Parry, Arif Dirlik (en), Timothy Brennan et Amar Acheraiou. Ces théoriciens critiquent le courant sémiotico-culturaliste à cause de sa trop grande dépendance à l'égard des théories postmodernistes de la définition de la culture et de l’identité. Ils lui reprochent également sa vision « synchronique » du colonialisme, c'est-à-dire concentrée sur un moment précis de l'histoire (ici, le XIXe siècle), plutôt que d’opter pour une « approche diachronique », c’est-à-dire une démarche prenant en compte les évolutions historiques sur des périodes longues, démarche qui permettrait de cerner « la généalogie de l’idéologie coloniale moderne » et ses diverses « ramifications ». En effet, selon certains de ces critiques comme Amar Acheraiou, « le discours colonial moderne s’est profondément inspiré des idéologies colonialistes classiques ».
Les théoriciens de la tradition matérialiste déplorent le fait que la théorie postcoloniale (dans sa version sémiotico-culturaliste) se désintéresse du contexte politique et socio-économique des anciennes colonies, au profit de préoccupations culturelles et identitaires propres à la diaspora. Aijaz Ahmad (en), par exemple, reproche à cette théorie postcoloniale d’être en décalage avec les vraies réalités des anciennes colonies, l’Inde en particulier, arguant qu’« entre la postcolonialité telle qu'elle existe en Inde, et la postcolonialité comme pratique discursive telle qu'elle transparaît chez Bhabha, il semblerait qu’il y ait entre les deux un gouffre considérable ». De plus, Arif Dirlik (en) critique les études postcoloniales pour avoir agglutiné sous l’étiquette de « postcoloniales » des littératures issues d’endroits et d’histoires complètement différentes : « les littératures d’Afrique, des Caraïbes, et de l’Asie du Sud-Est sont toutes différentes les unes des autres et issues d'histoires et d'endroits différents, mais ces différences disparaissent tout simplement dans la théorie coloniale ». Amar Acheraiou recommande de « décoloniser la théorie postcoloniale », en l’affranchissant de l’obscur jargon postmoderniste auquel elle est inféodée et, plus particulièrement en l’amenant à se focaliser sur le contexte géopolitique des anciennes colonies ainsi que sur la globalisation.

### Les critiques
Pour Daniel Rivet, les études postcoloniales ne sont que la version « affadie, banalisée de l’anticolonialisme à la Memmi ou Fanon ». Ils constitueraient, selon l'historien, « une nébuleuse influente » notamment présente dans les médias.
Certains auteurs ont critiqué la différence entre le radicalisme politique revendiqué par les études postcoloniales et les résultats finalement assez conventionnels de ces travaux : « leur radicalisme rhétorique a été dénoncé comme une imposture ». L'essor de ces études dans les universités américaines se serait fait au détriment des études sur le tiers-monde.
Pour l'historien Christophe Prochasson, ce courant, son paradigme et surtout son utilisation par les réseaux militants-citoyens de l'espace public sont un « gauchisme scientifique »
De surcroit, les études postcoloniales confrontées à la réalité de la globalisation économique formeraient un « leurre idéologique » qui « détourneraient l’attention en suscitant de faux débats », justifiant le multiculturalisme dont la globalisation économique a besoin pour se développer,.
Pour l'historien Arif Dirlik (en), les études postcoloniales reflèteraient surtout « les états d’âme des intellectuels du Sud » travaillant dans les universités américaines et parlant un langage étranger aux populations qu’ils prétendent incarner.
Jean François Bayart, professeur en sociologie historique et en anthropologie à l'Institut de hautes études internationales et du développement de Genève, considère que l’imposition du postcolonialisme (prisonnier du culturalisme) dans le champ universitaire anglophone comme francophone, est un carnaval académique qui développe une « stratégie de niche académique ». Pour Bayart, la France est loin d'être rétive aux études postcoloniales, les ayant au contraire souvent inspirées : « C'est le cas notamment avec ses propres auteurs anticolonialistes comme Césaire, Fanon ou Memmi. Ce qui est gênant, c'est la manière dont ont été transposées en France les études postcoloniales. Ces dernières, notamment avec le courant historiographique indianiste des subaltern studies qui les ont en partie inspirées, entendaient tourner la page de l'historiographie nationaliste, “sauvegarder l'histoire de la nation”. La plupart des auteurs français qui ont importé dans l'Hexagone les études postcoloniales les ont dénaturées en s'enfermant dans une histoire très nationale, quitte à l'inverser ».

Dans Les Nouveaux Rouge-Brun : le racisme qui vient (2014), l'anthropologue Jean-Loup Amselle parle d'avènement d'une nouvelle société raciale, et de ce qu'il considère une dérive de la pensée postcoloniale ; selon lui, sous l'influence des études postcoloniales, l'analyse des tensions sociales ne prend en compte non plus la question des classes mais celle des identités ethniques. 

« Un relativisme généralisé mine le socle de l’universalité des valeurs d’égalité de genre ou de droits humains. Ce relativisme puise ses arguments et sa rhétorique dans la pensée postcoloniale qui a détrôné l’Occident de sa position de surplomb, ce qui est une bonne chose, mais a entraîné des effets pervers. »

Etienne Huyghe reproche au postcolonialisme d'«occulter l’autonomie des trajectoires historiques des États considérés, particulièrement sur le continent africain» ; de plus les études postcoloniales peuvent avoir des effets contreproductifs et «cristalliser les identités qu’elles prétendent déconstruire».

### Le postcolonialisme aujourd'hui
Les œuvres littéraires qualifiées de « postcoloniales » (au sens de « postérieures à l'époque coloniale ») s'intéressent souvent au problème d'identité, d’exil, d’aliénation culturelle, de métissage et de racisme. Dans la critique postcoloniale l’analyse peut aussi porter sur des œuvres ayant été écrites et publiées lors de la période coloniale.
Beaucoup d’écrivains postcoloniaux écrivent dans les langues coloniales, et certains ont débuté leur carrière au temps de la colonisation. Tous, cependant, n’ont pas la même attitude vis-à-vis de cet héritage culturel colonial. Certains, comme l’écrivain algérien d’expression française, Malek Haddad considérait le français comme un « exil » et une source d’aliénation. Il déclarait : « Je suis moins séparé de ma patrie par la Méditerranée que par la langue française ». En revanche, d’autres auteurs tels que le Prix Nobel de la littérature des Caraïbes, Derek Walcott, assume totalement l’usage de l’anglais comme moyen d’expression littéraire, tout en revendiquant son hybridité culturelle et linguistique, ainsi que biologique (Il descend d'ancêtres antillais, anglais et hollandais). Dans son poème épique, Omeros, il célèbre l’hybridité caribéenne, en faisant voyager son héros à travers l’Afrique, l’Europe et l’Amérique dans une odyssée qui met en lumière la diversité culturelle et linguistique des Caraïbes. Ce poème résonne comme un hymne à l’hybridité de cette région, ce qui va à l’encontre de la mouvance de la négritude, qui, elle, célèbre la pureté culturelle et revendique l’existence d’une essence pré-coloniale africaine non souillée par le colonialisme. Tout a long de ses œuvres, ce « mulâtre du style », comme il se définit, explore les expressions littéraires et musicales des Caraïbes dans un style mêlant traditions créole et anglaise qui, selon ses propres termes, vise à « transformer », voire à subvertir l’« anglais de la reine ».
L’écrivain nigérian, Chinua Achebe, lui aussi, était en faveur de l’utilisation de la langue du colonisateur comme véhicule d’expression littéraire et recommandait à ses concitoyens de ne pas rejeter en bloc l’héritage colonial, notamment la langue anglaise. Dans une déclaration de 1975 intitulée « L’Écrivain Africain et la langue anglaise », il se défendait contre ses détracteurs qui assimilaient l’usage de l’anglais à de la trahison envers le Nigeria : « Est-ce juste pour un écrivain d’abandonner sa langue maternelle pour une langue étrangère ? Cela semble être une énorme trahison et une source de regret. Mais, en ce qui me concerne, il n’y a pas d’autres choix. On m’a donné cette langue et je compte bien l’utiliser ».
D’autres auteurs tels que le Kenyan Ngugi wa Thiong'o ou l’Algérien Rachid Boudjedra affichent une attitude ambivalente envers respectivement l’anglais et le français dans lesquels ils écrivent. Après avoir produit de nombreuses œuvres dans ces langues coloniales, tous deux ont soudainement abandonné ces idiomes étrangers et se mettent à écrire dans leurs langues locales, le Gikuyu pour Thiong’o et l’arabe classique pour Boudjedra. L’auteur kényan affirme que le choix du gikuyu lui permet de renouer avec sa culture et ses traditions africaines ; plus globalement, ce revirement linguistique participe aussi d’un projet culturel et politique dont l’objectif est, selon cet écrivain, de « décoloniser l’esprit » africain. Boudjedra avoue, à son tour, que sa décision d’écrire en arabe est motivée par la volonté de « renouer avec l’identité algérienne authentique ». Il entend aussi moderniser cette langue et aborder des thèmes, notamment la sexualité et la religion, souvent occultées dans la littérature algérienne d’expression arabe. L’un des problèmes de cet argument toutefois est que l’arabe classique n’est accessible qu’à une petite minorité lettrée en Algérie ; le second, et, sans doute, le plus important, est que cette identité algérienne authentique qu’il revendique semble exclure les Berbères, premiers habitants de ce pays et de l’Afrique du nord, qui, encore aujourd’hui, perçoivent l’arabe comme une langue de colonisation et d’oppression. Bien des années avant Boudjedra, un autre auteur algérien d’expression française, Kateb Yacine, considéré comme le père fondateur de la littérature moderne algérienne, a, lui aussi, dès 1967, abandonné la langue française pour écrire en arabe ; mais, contrairement à son compatriote, il écrivit du théâtre engagé dans un arabe dialectal à forte consonance berbère, en guise de revendication de ses origines amazigh, et des origines berbères de l’Afrique du nord, occultées par les autorités algériennes.

### Les sujets d'étude
Les études postcolonialistes ont pour sujet principal les processus de développement d’une identité culturelle nationale dans les pays colonisés.
Ses notions principales et concepts clefs sont :
- identité
- genre
- race
- racisme
- ethnicité
- altérité
- mondialisation
- multiculturalisme
- créolisation
- impérialisme
- Féminisme

## Courants liés au postcolonialisme

### Féminisme postcolonial
Le féminisme postcolonial analyse les effets politiques, économiques, culturels du colonialisme, qui affectent les femmes non occidentales. Il est apparu aux États-Unis dans les années 1980, réagissant en partie à des biais androcentriques dans la production des théoriciens du postcolonialisme. En effet, aussi bien Franz Fanon, ou Aimé Césaire que Edward Saïd ont eu tendance à négliger les questions relatives au genre ; « s’ils isolent la race comme critère de classification des populations qui détermine des positions dans la division internationale du travail et dans des rôles sociaux au sein du capitalisme global, ils ne font qu’effleurer sa relation avec le sexe et la sexualité et ne font pas référence aux apports de nombreuses féministes dans la création de cette pensée », écrit Ochy Curiel.
A la différence des théoriciens du postcolonialisme, qui désignent parfois le système colonial comme le «grand coupable», les féministes postcoloniales privilégient une double approche, et font ressortir la connivence entre le colonialisme et le «patriarcat» qui œuvrent tous deux au maintien de la domination masculine. L'ouvrage célèbre de Gayatri Spivak, Les subalternes peuvent-elles parler ? (1985), qui traite de la manière dont les veuves indiennes immolées selon la coutume de la sati avaient été instrumentalisées par l'administration coloniale et par les nationalistes hindous, est considéré de ce point de vue comme un texte précurseur important. Les féministes postcoloniales centrent leur attention sur la capacité de résistance (agency) des femmes. Ainsi Chandra Mohanty dans Sous les yeux de l'Occident : recherches féministes et discours coloniaux (Under Western Eyes), un des textes majeurs du féminisme postcolonial, publié en 1984, reproche à nombre de féministes occidentales de reproduire le cliché orientaliste de «la femme du tiers-monde» victime passive et obéissante de l'oppression patriarcale.

### Inscription dans la mouvance du poststructuralisme
La théorie postcoloniale est en dialogue avec de grandes figures du poststructuralisme comme Michel Foucault ou Jacques Derrida. «Par sa critique de tout geste d’« homogénéisation » et de « totalisation » au nom du travail déstabilisant des différences, la théorie postcoloniale s’inscrit dans la mouvance poststructuraliste.», écrit ainsi Anne-Emmanuelle Berger
Dans l'Orientalisme, Edward Saïd analyse le discours colonial en prenant appui sur la théorie du discours de Michel Foucault. L'influence foucaldienne se manifeste dans la reconceptualisation opérée par E. Saïd de la relation de pouvoir, perçue non pas comme force unilatérale exercée par l'oppresseur sur l'opprimé, mais comme un réseau de pouvoirs et de contre-pouvoirs qui circulent au sein de la société. Ainsi l'imposition du colonialisme par les pouvoirs impérialistes sur les populations indigènes n'est plus considérée seulement comme une simple relation de pouvoir unidirectionnelle mais comme une construction fragile qui doit constamment se légitimer et faire face aux contre-pouvoirs qu'elle développe dans un rapport de force en constant changement[réf. nécessaire].
Gayatri Spivak a traduit en anglais l'ouvrage de Jacques Derrida, De la grammatologie (en 1976), avant d'écrire son texte le plus célèbre, Les subalternes peuvent-elles parler ?. Dans De la grammatologie, Derrida a entrepris, écrit Jane Hiddleston, «de déconstruire l’ethnocentrisme de la métaphysique occidentale». Il problématise notamment les ambitions totalisantes de la philosophie et la tentation des philosophes occidentaux de désigner un centre ; il remet en question la position du sujet dans l'écriture philosophique. Gayatri Spivak s'inscrit dans la continuité de ce travail aussi bien dans sa pratique stylistique (à laquelle on a pu reprocher une certaine obscurité) que dans sa critique de l' ethnocentrisme.

## Fracture coloniale
Selon les historiens Nicolas Bancel, Pascal Blanchard et Sandrine Lemaire en 2005, il existe une fracture coloniale en France : l'incapacité française à étudier son histoire coloniale, il y a par exemple très peu de musées qui sont consacrés aux colonies. Or sans une vraie analyse, on ne peut selon eux pas déconstruire les idéologies véhiculées à l'époque coloniale. Pour eux, ce retour n'a pas été fait et nous ne vivons pas tout à fait dans un monde post-colonial : il n'y a pas encore eu de rupture. Cette idée de fracture coloniale se réfère aux études postcoloniales,.

## Théoriciens du postcolonialisme
Voir aussi Catégorie:Théoricien du postcolonialisme.
- Albert Memmi (1920-2020)
- Frantz Fanon (1925-1961)
- Chinua Achebe (1930-2013)
- Samir Amin (1931-2018)
- Toni Morrison (1931-2019)
- Stuart Hall (sociologue) (1932-2014)
- Wole Soyinka (1934-)
- Edward Saïd (1935-2003)
- Gayatri Chakravorty Spivak (1942-)
- Dipesh Chakrabarty (1948-)
- Homi Bhabha (1949-)
- Gauri Viswanathan (de) (1950-)
- Rey Chow (1957-)
- Achille Mbembe (1957-)
- Axel Dunker (de) (1960-)
- Pascal Blanchard (1964-)
- María do Mar Castro Varela (de) (1964-)
- Leela Gandhi (en) (1966-)

## Historiens du postcolonialisme
- Nicolas Bancel
- Pascal Blanchard
- Achille Mbembe
- Sabelo Ndlovu-Gatsheni
- Robert Young
- Frederick Cooper
- Emmanuelle Sibeud
- Anne-Sophie Gijs
- Neil Lazarus
- Christian Delacroix
- François Dosse
- Patrick Garcia

## Auteurs de référence pour les théoriciens du postcolonialisme
- Hannah Arendt[réf. nécessaire]
- Toni Negri [réf. nécessaire]
- Giorgio Agamben
- Jacques Derrida [réf. nécessaire]
- Gilles Deleuze [réf. nécessaire]
- Jonathan Friedman
- Achille Mbembe
- Okwui Enwezor [réf. nécessaire]
- Dipesh Chakrabarty
- Olivia Umurerwa Rutazibwa

## Écrivains dont les œuvres sont étudiées
Afrique du Sud
- J. M. Coetzee
- Nadine Gordimer
- André Brink
- Olivia Schreiner

Algérie
- Assia Djebar
- Rachid Boudjedra
- Kateb Yacine

Australie
- Sally Morgan
- Patrick White

Cameroun
- Fabien Eboussi Boulaga
- Jean-Marc Ela
- Achille Mbembe
- Charles-Romain Mbélé

Canada
- Margaret Atwood
- Pierre Vallières (Québec)
- Hubert Aquin (Québec)
- Gaston Miron (Québec)
- Michèle Lalonde (Québec)

Caraïbes
- général
  - Jean Rhys anglaise
  - Caryl Phillips

- Barbade
  - Edward Kamau Brathwaite

- Guadeloupe
  - Maryse Condé

- Haïti
  - René Depestre
  - Jacques Roumain
  - Lyonel Trouillot
  - Marie Vieux-Chauvet

- Jamaïque
  - Una Marson
  - Charlotte Legras

- Martinique
  - Patrick Chamoiseau
  - Raphaël Confiant
  - Édouard Glissant
  - Frantz Fanon
  - Aimé Césaire

- Trinité-et-Tobago
  - Earl Lovelace
  - V. S. Naipaul
  - George Lamming
  - C.L.R. James
  - V.S. Reid

- Sainte-Lucie
  - Derek Walcott

Congo (République démocratique du Congo)
- Oscar Bimwenyi-Kweshi
- A. Elungu Pene Elungu
- Kä Mana
- Mabika Kalanda
- Valentin-Yves Mudimbe

Côte d'Ivoire
- Ahmadou Kourouma

Égypte
- Anouar Abdel-Malek

Ghana
- Kwame Nkrumah
- Anthony Appiah
- Kwame Gyekye
- Mercy Amba Oduyoye
- Kwasi Wiredu

Guyana
- Wilson Harris

Inde
- Arjun Appadurai
- Anita Desai
- Rada Iveković
- Rohinton Mistry
- Salman Rushdie
- Homi Bhabha
- Gayatri Chakravorty Spivak
- Arundhati Roy

Indochine française (Vietnam actuel)
- Nguyen Ai Quoc
- Ngo Van
- Trinh T. Minh-ha

Kenya
- Ngugi wa Thiong'o

Maroc
- Mohamed Choukri
- Abdellatif Laâbi

Maurice
- Khal Torabully

Nigeria
- Chinua Achebe
- Wole Soyinka

Nouvelle-Zélande
- Witi Ihimaera

Sénégal
- Mariama Bâ
- Cheikh Anta Diop
- Cheikh Hamidou Kane

Mali
- Amadou Hampâté Bâ

Tunisie
- Albert Memmi
- Hélé Béji

Porto Rico
- Giannina Braschi

#### Ouvrages généraux
- Arjun Appadurai (collection Petite Bibliothèque Payot), Après le colonialisme. Les conséquences culturelles de la globalisation, Paris, Payot, 2005 (ISBN 9782228900003).
- Arjun Appadurai (collection Petite Bibliothèque Payot), Géographie de la colère. La violence à l'âge de la globalisation, Paris, Payot, 2009 (ISBN 9782228904087).
- Catherine Coquio (dir.), Retours du colonial ? : Disculpation et réhabilitation de l'histoire coloniale française, Nantes, L'Atalante, 2008.
- Claudine Razanajao et Jacques Postel, « La vie et l'œuvre psychiatrique de Frantz Fanon », Sud/Nord, Paris, vol. 22, no 1,‎ 2007, p. 147-174.
- Charles-Romain Mbélé, Essai sur le postcolonialisme en tant que code de l'inégalité, Yaoundé, Éditions clé, 2010.
- Fred Poché, « Culture, pouvoir et altérité. Une lecture post-coloniale d’Emmanuel Lévinas », MonoKL International. Reflexions on Levinas, Istanbul, Volkan Çelebi,‎ 2010, p. 342-366.
- Fred Poché, Edward. W. Said, l’humaniste radical. Aux sources de la pensée postcoloniale, Paris, Éditions du Cerf, 2013.
- Jacques Pouchepadass, « Subaltern et Postcolonial Studies », dans Christian Delacroix, François Dosse, Patrick Garcia et Marie-Claude Smouts (dir.), La situation postcoloniale : les postcolonial studies dans le débat français, Paris, Presses de la Fondation nationale des sciences politiques, coll. « Sciences po. Mondes », 2007.
- Marco Platania, « L'historiographie du fait colonial : enjeux et transformations », Revue d'histoire des sciences humaines, no 24,‎ 2011, p. 189-207.
- Pascal Blanchard et Nicolas Bancel, Culture post-coloniale, 1961-2006, Traces et mémoires coloniales en France, Paris, Autrement, coll. « Mémoires/Histoire » (no 126), 2005.
- Pascal Blanchard, Nicolas Bancel et Sandrine Lemaire, Culture coloniale en France, Paris, Autrement, coll. « Mémoires/Histoire », 2008.
- Pascal Blanchard, Nicolas Bancel et Françoise Vergès, La République coloniale, Paris, Hachette, coll. « Pluriel. Histoire », 2006, 2e éd..
- Philippe Delisle (dir.), « La BD francophone et le tournant postcolonial », Société française d'histoire des outre-mers, vol. 2, nos 392-393,‎ 2016, p. 188-191.
- Pierre Singaravélou (dir.), Colonisations. Notre histoire, Paris, Seuil, coll. « L’Univers historique », 2023 (ISBN 9782021494150).
- (en) Stephen Howe, « Colonising and Exterminating ? Memories of Imperial Violence in Britain and France », Histoire@Politique, no 11,‎ 2010, p. 1-18.
- Yves Clavaron, Petite introduction aux Postcolonial studies, Paris, Éditions Kimé, 2015, 15 p..
- Yves Lacoste, La question post-coloniale : Une analyse géopolitique, Paris, Fayard, 2010.

#### Travaux fondateurs
- Aimé Césaire, Discours sur le colonialisme : suivi de Discours sur la Négritude, Paris, Présence africaine, 1955.
- Albert Memmi, Portrait du colonisé : précédé de portrait du colonisateur, Paris, Gallimard, 1997.
- Dipesh Chakrabarty, Provincializing Europe : postcolonial thought and historical difference, Princeton, Princeton University Press, 2008.
- Edward Saïd (trad. Catherine Malamoud, préf. Tzvetan Todorov, rééd. 2003), L'Orientalisme : L'Orient créé par l'Occident [« Orientalism »], Paris, Seuil, 1980.
- Frantz Fanon, Peau noir, masques blancs, Paris, Seuil, 1952.
- Frantz Fanon (2e éd.), « Les Damnés de la Terre », Cahiers libres, Paris, Maspero, nos 27-28,‎ 1961.
- Gayatri Chakravorty Spivak, Nationalisme et imagination, Paris, Payot, 2011 (ISBN 9782228905848).
- Gayatri Chakravorty Spivak, En d'autres mondes, en d'autres mots. Essais de politique culturelle, Paris, Payot, 2009 (ISBN 9782228904490).
- Hô Chi Minh, Le procès de la colonisation française, Paris, Librairie du travail, 1924.
- Homi K. Bhabha (trad. Françoise Bouillot), Les Lieux de la culture. Une théorie postcoloniale, Paris, Payot, 2007 (ISBN 9782228901833).
- Léopold Sédar Senghor, Anthologie de la nouvelle poésie nègre et malgache de langue française. Orphée noir, Paris, Presses universitaires de France, coll. « Quadrige », 2015, 9e éd.

#### Critiques du postcolonialisme
- Amar Acheraiou, Rethinking Postcolonialism: Colonialist Discourse in Modern Literatures and the Legacy of Classical Writers, Basingstoke, Palgrave Macmillan, 2008 (ISBN 978-0-230-55205-0).
- Amar Acheraiou, Questioning Hybridity, Postcolonialism and Globalization, Basingstoke, Palgrave Macmillan, 2011 (ISBN 978-0-230-29828-6).
- Anne-Claire Collier, « Le passage en revue du postcolonial », Revue d'anthropologie des connaissances, vol. 11, no 3,‎ 2017, p. 245-262.
- Christian Delacroix, François Dosse, Patrick Garcia et Nicolas Offenstadt (dir.), Historiographies. Concepts et débats, vol. 1, Paris, Gallimard, coll. « Folio. Histoire » (no 179/180), 2010.
- Jean-François Bayart, Les études postcoloniales. Un carnaval académique, Paris, Karthala, 2010 (ISBN 978-2811103231).
- Jean-Loup Amselle, L'Occident décroché. Enquête sur les postcolonialismes, Paris, Stock, 2008.
- Neil Lazarus (dir.) (trad. M. Groulez et Ch. Jacquet), Penser le postcolonial - Une introduction critique, Paris, Éditions Amsterdam, 2006.

#### Féminisme postcolonial
- Azadeh Kian, « Féminisme postcolonial : contributions théoriques et politiques », Cités, vol. 4, no 72,‎ 2017, p. 69-80.
- Christine Verschuur (dir.), Genre, postcolonialisme et diversité de mouvements de femmes, Genève, Graduate Institute Publications/L'Harmattan, coll. « Cahiers Genre et Développement » (no 7), 2010.
- Laetitia Dechaufour, « Introduction au féminisme postcolonial », Nouvelles Questions féministes, vol. 27, no 2,‎ 2008, p. 99-110.
- Lila Abu-Lughod, Writing Women’s Worlds, Berkeley et Los Angeles, University California Press, 1993.
- María Lugones, « Toward a Decolonial Feminism », Hypatia, vol. 25, no 4,‎ 2012, p. 742-759.
- (en) Meyda Yegenoglu, Colonial Fantaisies : Towards a Feminist Reading of Orientalism, Cambridge, Cambridge University Press, 1998.
- Ochy Curiel, « Critique postcoloniale et pratiques politiques du féminisme antiraciste », Mouvements, vol. 3, no 51,‎ 2007, p. 119-129.

#### Postcolonialisme en Afrique
- Achille Mbembe, De la postcolonie : essai sur l'imagination politique dans l'Afrique contemporaine, Paris, La Découverte, 2020, 2e éd.
- Achille Mbembe, Politiques de l’inimité, Paris, La Découverte, 2016.
- Anthony Appiah Kwame, In My Father's House: Africa in the Philosophy of Culture, New York et Oxford, Oxford University, 1992.
- Jean-Luc Yacine, Aux sources du racisme antimaghrébin, un impensé post-colonial : de Moreau de Tours à Albert Camus, Paris, Édition L’Harmattan, 2023 (ISBN 978-2-14-035098-6).
- V. Y. Mudimbe, The Invention of Africa. Gnosis, Philosophy and the Order of Knowledge, London-Bloomington, Indianapolisi, 1988.
- Sabelo J. Ndlovu-Gatsheni, « Le long tournant décolonial dans les études africaines. Défis de la réécriture de l’Afrique », Politique africaine, vol. 1-2, nos 161-162,‎ 2021, p. 449-472.
- Walter Rodney, « Comment l'Europe sous-développa l'afrique », B42 EDS,‎ 14 février 2025 (ISBN 9782494983236).

#### Postcolonialisme en Inde
- Jean-Luc Racine, « Penser l’Inde émergente : de l’altérité orientaliste au post-postcolonialisme », dans Gwenaëlle Lieppe e.a. (dir.), Penser global : internationalisation et globalisation des sciences humaines et sociales, Paris, Maison des sciences de l’homme, 2015.
- Khal Torabully et Marina Carter, Coolitude : an anthology of the Indian labour diaspora, Londres, Stylus publishing, 2002.
- Ranajit Guha, Dominance without hegemony : history and power in Colonial India, Cambridge, Harvard university press, 1997.
- Thomas Brisson, Décentrer l'Occident. Les intellectuels postcoloniaux, chinois, indiens et arabes, et la critique de la modernité, Paris, La Découverte, 2018.

#### Postcolonialisme en Amérique latine
- Alfredo Gomez-Muller (dir.), Le postcolonial en Amérique latine. Débats contemporains, Paris, éditions Kimé, coll. « Le sens de l’histoire », 2016.
- (es) Anibal Quijano, Cuestiones y horizontes : de la dependencia histórico-estructural a la colonialidad/descolonialidad del poder : antología esencial, Buenos Aires, Clasco, 2014.
- Eduardo de Faria Coutinho, « "Learning how to cursein the master’s tongue" : stratégie du postcolonialisme en Amérique latine », Revue de littérature comparée, vol. 4, no 316,‎ 2005, p. 467-476.

#### Droit international
- Peuple autochtone, Droit des peuples autochtones (Déclaration des Nations unies sur les droits des peuples autochtones)
- Coutume, Savoirs traditionnels
- Droit des peuples à disposer d'eux-mêmes

#### Études théoriques
- Études décoloniales, Études culturelles, Guerres de l'histoire